# 大森滋
大森滋（日语：大森 滋，1980年—）是一名遊戲製作人與遊戲程式設計師，主要負責開發寶可夢系列。目前在GAME FREAK擔任開發二部長。

## 生平
大森滋大學肄業後，進入專門學校學習程式設計，並於2001年進入GAME FREAK工作。
原本的志願是成為漫畫家，現在能夠自行繪製插圖。

## 作品
- 神奇寶貝 紅寶石·藍寶石（2002）— 地圖設計、遊戲設計
- 神奇寶貝整理箱（2003）— 企劃
- 神奇寶貝 火紅·葉綠（2004）— 地圖設計、遊戲設計
- 轉轉鑽頭（英语：Drill Dozer）（2005）— 遊戲設計
- 神奇寶貝保育家（2006）— 遊戲設計
- 神奇寶貝 鑽石·珍珠（2006）— 遊戲設計、劇本、地圖設計統籌
- 神奇寶貝 心金·靈銀（2009）— 遊戲設計
- 神奇寶貝 黑、白（2010）— 地圖設計、遊戲設計
- 神奇寶貝 X·Y（2013）— 企劃總監
- 神奇寶貝 終結紅寶石·初始藍寶石（2014）— 總監、劇本
- 寶可夢 太陽／月亮（2016）— 總監、企劃總監
- 寶可夢 劍／盾（2019）— 總監
- 寶可夢傳說 阿爾宙斯（2022）— 製作人
- 寶可夢 朱／紫（2022）— 總監

## 外部連結
- 大森滋的X（前Twitter）（日語）